# Meica Horsburgh
Meica Horsburg (née Chistensen) (nascida em 24 de fevereiro de 1989) é uma jogadora de goalball paralímpica australiana. Integrou a seleção australiana feminina de goalball que disputou os Jogos Paralímpicos de Verão de 2016, realizados no Rio de Janeiro, Brasil. Antes, Meica havia competido nas Paralimpíadas de Londres 2012, com a equipe nacional da modalidade.

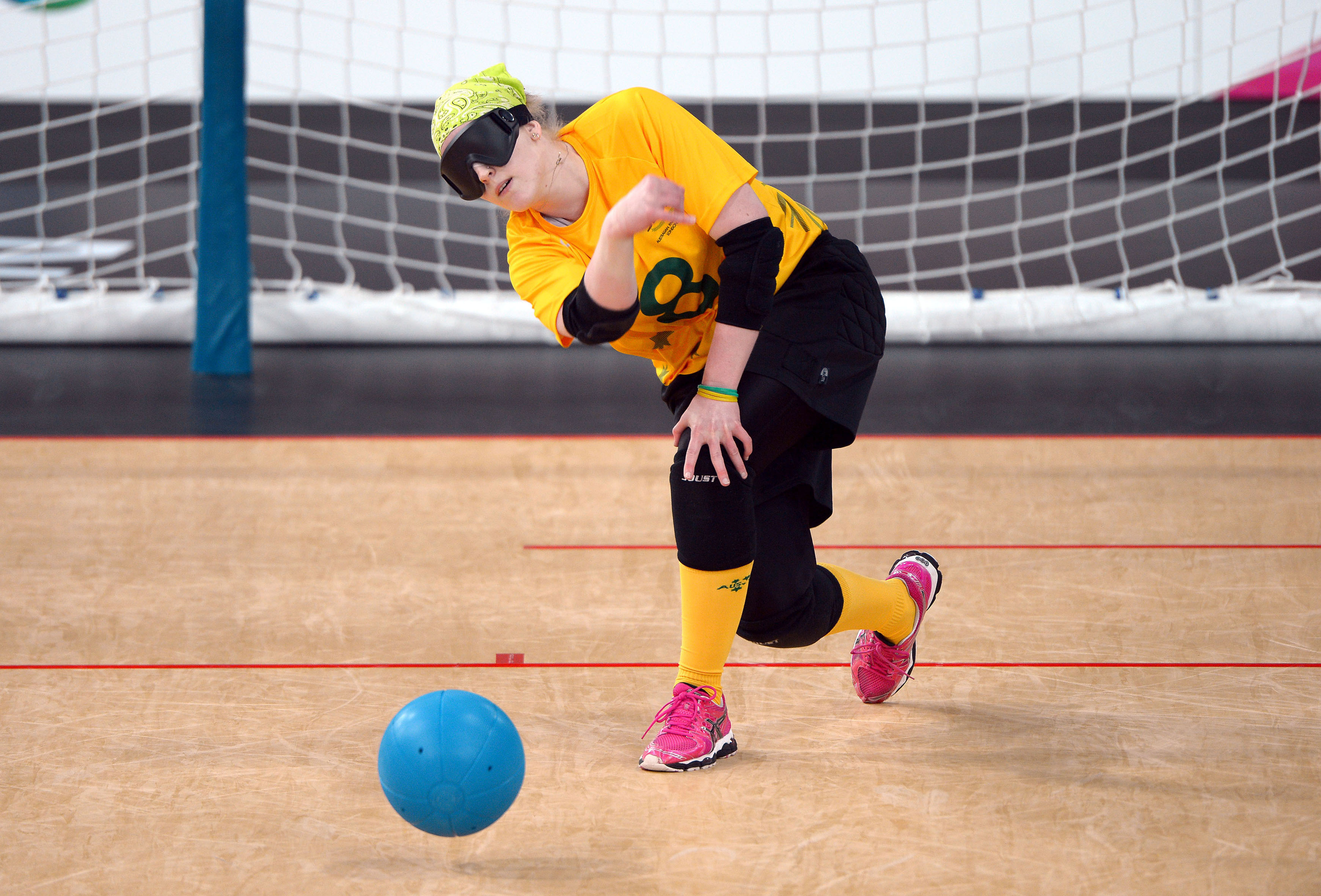
Meica durante os Jogos Paralímpicos de Londres 2012.